# 607372 Colombounilanka
607372 Colombounilanka este o planetă minoră (asteroid) din centura de asteroizi. A fost descoperită pe 30 noiembrie 2000 la Observatorul Național Kitt Peak de Nalin Samarasinha⁠(d) și a fost numită după University of Colombo⁠(d). 
Obiectul prezintă o orbită caracterizată de o semiaxă mare de 2,6013034494593 UAi, o excentricitate de 0,078919710846426, o înclinație de 8,1250013902998 ° în raport cu ecliptica.